# Сыров, Валерий Михайлович (художник)
Валерий Михайлович Сыров — российский и украинский художник, член СХ СССР, Национального союза художников Украины с 1988 г.

## Биография

Одесса. Оперный театр (2005)

Родился 22 декабря 1948 г. в селе Здемирово Костромской области, близ знаменитого села Красное-на-Волге, центра ювелирной промышленности России, в семье потомственных ювелиров. Дед по материнской линии, Метлин Леонид Александрович, русский ювелир, «левша», выполнивший из серебряной монеты чайный сервиз, участник и дипломант двух Всемирных выставок в Париже.
Как вспоминает Валерий Сыров, на чердаке у деда лежали подписки журналов «Нива», «Всемирная иллюстрация», «Палестина», «Вселенная и человечество», изобилующие гравюрами — репродукциями картин известных и неизвестных художников. Первая персональная выставка состоялась в средней школе № 1 с. Красное, когда Валерий учился в 5-м классе. Мечтал поступить в Красносельское училище художественной обработки металлов, но везде получил отказ из-за плохого зрения — прогрессирующая близорукость на единственном видящем глазу. Пришлось пойти в Галичское педагогическое училище, где была хорошая изостудия. После окончания училища был принят на художественно-графический факультет Костромского пединститута, по ходатайству директора училища К. А. Андрианова. Костромской худграф стал хорошей школой для многих ныне известных художников благодаря его преподавателям Ю. В. Горбунову, живописцу и театральному художнику, выпускнику Харьковского художественного института, Л. П. Веричеву, художнику-монументалисту, выпускнику Строгановки, философу В. С. Уколову, которого помнят и выпускники ВГИКа, где он впоследствии преподавал эстетику. Шесть дипломных листов, положивших начало серии «Мир русской сказки», получили Похвалу учёного совета факультета — первую официальную награду.
В 1973 году, женившись, В. М. Сыров уехал в Магаданскую область, работал в пос. Усть-Омчуг преподавателем рисования в средней школе. В 1977 г. переехал на юг, в Одесскую область, где поселился в украинской хате с женой и двумя детьми.
С 1987 г. регулярно показывает работы на персональных выставках в Одессе. Участник областных, национальных и международных выставок — в Югославии, Италии, Финляндии, Мексике, Японии. Произведения хранятся в музеях Украины и в частных коллекциях за рубежом.

## Международные выставки
«Искусство Одессы»
- 1981 Югославия, Сплит
- 1982 Италия, Генуя
- 1982 Финляндия, Оулу

«Слава и современность Одессы»
- 1991 Япония, Иокогама

«Искусство Украины и России»
- 1996—1997 Мексика

## Персональные выставки
- 1987 Одесский Дом актёра
- 1995 Одесский музей западного и восточного искусства
- 1996,2002 Одесский Дом учёных
- 1997 Галерея искусств Одесского госуниверситета
- 1999 Всемирный Клуб одесситов
- 2001 Художественная галерея СХ Украины, Одесса
- 2002 Музей личных коллекций им. А. В. Блещунова, Одесса
- 2003 Одесский Художественный музей
- 2005 Музей-квартира А. С. Пушкина, Одесса
- 2006 Галерея искусств «Александровский парк»
- 2006,2008 Всемирный Клуб одесситов
- 2007—2008 Одесская городская администрация
- 2008 «Акварель и не только…» Москва. Клуб — галерея «Улица ОГИ», ул. Петровка 26
- 2008 Одесса. Галерея «Сады Победы»
- 2008 Коллективная выставка «Иван-чай». Москва — Центральный дом художника

## Дипломы и награды
- Диплом института культуры штата Тобаско (Мексика)
- Международная выставка «Марина 96», спонсорский приз
- Программа «Золотые Мастера Одессы» — диплом в номинации «Графика», мастер монотипии
- Диплом Победителя Всеукраинской акции «Зорі надії», номинация «Изобразительное искусство» (Киев, 2003 г.)

## Произведения хранятся в музеях
- Министерство культуры Украины, г. Киев
- Дирекция Художественных выставок, г. Киев
- Музей Пограничных войск, г. Киев
- Художественный музей, г. Одесса
- Художественный музей, г. Кременчуг